# No Devotion
No Devotion är en supergrupp med rötterna i Pontypridd och Cardiff (Wales), som grundades 2014 av före detta Lostprophets-medlemmar tillsammans med amerikanska sångaren Geoff Rickly från bandet Thursday.
Kort efter att ha grundats släpptes singlarna "Stay" och "10.000 Summers". Året därpå släppte bandet ytterligare två singlar; "Addition" och "Permanent Sunlight". Kort senare kom debutalbumet "Permanence". 
Bandets musikstil kombinerar alternativ rock med elektronisk musik, syntpop, new wave, post-punk och psykedelisk pop. Medlemmarna själva säger sig vara inspirerade av The Cure, Joy Division och New Order.

## Medlemmar

### Nuvarande
- Geoff Rickly – sång, keyboard, programmering  (2014–)
- Lee Gaze – gitarr, bakgrundsång (2014–)
- Stuart Richardson – bas, bakgrundsång (2014–)

### Tidigare medlemmar
- Luke Johnson – trummor, slagverk (2014–2015)
- Jamie Oliver – keyboard, programmering, sång (2014–2017)
- Mike Lewis – kompgitarr, bakgrundsång (2014–2017)

### Livemedlemmar
- Philip Jenkins - trummor, slagverk  (2015–2017)

### Studiomedlemmar
- Matt Tong - trummor, slagverk (2014–2015)

## Diskografi

### Studioalbum
- Permanence - 2015
- No Oblivion - 2022

### Singlar
- Stay - 2014
- 10.000 Summers - 2014
- Addition - 2015
- Permanent Sunlight - 2015
- Starlings - 2022
- Repeaters - 2022